# Хрватско домобранство (НДХ)
Домобранство је у Независној Држави Хрватској (НДХ) била квислиншка војна формација. После проглашења Независне Државе Хрватске (10. априла 1941), с одобрењем Немаца и под њиховом контролом, почело је формирање домобранства, по узору на Краљевско угарско-хрватско домобранство до 1918, као главног дела оружаних снага НДХ, које су се састојале још од Усташке војнице и Оружништва. Називом Домобранство усташко вођство је настојало да истакне континуитет хрватске државности и непосредну везу НДХ и аутономије постигнуте Хрватско-угарском нагодбом из 1868. године.
За формирање домобранства послужио је део људства из Југословенске војске, а на водеће положаје су постављани официри из бивше аустроугарске војске, који су се истицали у антијугословенству и сепаратизму, у ком духу је требало и обезбедити васпитање јединица домобранства, како би постале поуздан инструмент у функцији усташког режима. Наоружавање Домобранства је потицало из разбијене Југословенске војске, које су им Немци ставили на располагање уз накнаду у сировинама и другом материјалу.
Значајну улогу у формирању и јачању Домобранства имао је врх Католичке цркве и политика вођства Хрватске сељачке странке (ХСС), а део Грађанске и Сељачке заштите је директно укључен у Домобранство под именом Хрватски заштитни ловци и употребљен за формирање усташког режима.
До 16. априла 1941. формиран је Главни стожер војсковође, Заповедништво војске и Министарство Домобранства са штабовима за копнену војску, ваздухопловство и морнарицу. Немци су, на почетку, одредили да Домобранство може имати 16.000 људи, али после избијања оружаног устанка дозволили су формирање јачих домобранских снага.
Домобранство је сачињавало редовну војску НДХ која је стварана и попуњавана мобилизацијом и регрутовања Хрвата, Муслимана и др, силом закона, а обухватало је копнене, ваздухопловне и пловне снаге.

## Оснивање
Хрватско домобранство је основано априла 1941, неколико дана по оснивању НДХ, након слома Краљевине Југославије. То је учињено по одобрењу Немаца. Задатак нових хрватских оружаних снага је био да брани нову државу од домаћих и страних непријатеља. Име за нову војску је узето по угледу на Краљевско хрватско домобранство, хрватску секцију Краљевског угарског домобранства Војске Аустроугарске.

## Организација

### Копнена војска
Копненом војском је од августа 1941. прво командовао бивши југословенски генерал Аугуст Марић. Њега је новембра 1941. заменио генерал Владимир Лакса.

### Ваздухопловство
Под Заповедништвом ваздухопловства билу су летачке јединице, противавионска артиљерија (протузракопловно топништво). Због недостатка авиона у почетку су формиране само две ваздухопловне базе у Загребу и Сарајеву, а касније у Бањалуци, Броду и Земуну. Затим су од авиона које су добили из ратног плена Југословенске војске и купљених у Италији и Немачкој формиране ескадриле (јата) у базама у чијем је саставу било и више од 160 авиона. Од других јединица фирмиране су: Зракопловна школска пуковнија, Падобранска бојна и Једриличарска школа. Од прекобројног људства формирани су ваздухопловни здругови који су употребљавани као пешадијске јединице, а део људства (нарочито механичара) пребачен је у Немачку и Француску и распоређен у немачке јединице и установе. Немци су НДХ одобрили да има авиона колико је потребно да се пилоти припреме да у саставу немачке авијације учествује у борбама на источном фронту и против јединица НОВЈ.
Противавионска одбрана као и обавештајна служба нису имале значајну улогу. Ради спречавања бекства пилота са авионима на страну НОВЈ, ваздухопловство је од почетка било под непосредном контролом усташа и Немаца.

#### Морнарица
Иако то Италијани нису желели формирано је Заповедништво пловних снага (од септембра 1943. Заповедништво морнарице) са седиштем у Загребу, Заповедништво обале и поморског промета у Сплиту, са лучким заповедништвима и Заповедништво река и речног промета у Сиску. Рад морнаричких команди био је под контролом италијанских власти и ограничавао је обављање лучко приморске службе и контролу над рибарством.
После капитулације Италије (септембар 1943) Немци су од морнара НДХ формирали одреде у Дубровнику, Макарској, Сплиту, Шибенику и Ријеци и распоредили их на бродове заплењене од Италије. Средином 1944, повукли су их са бродова и пребацили у Загреб, где су формирали одред, који су у борбама код Трговишћа (новембра 1944) заробиле јединице НОВЈ. Речна флота је имала неколико пловећих објеката, који су у току 1944 скоро сви потопљени.

#### Легионарске јединице
На захтев Немаца и Италијана издвајани су из Домобранства добровољци од којих је 1941. формирана Појачана хрватска 369. пјешачка пуковнија и Лаки превозни здруг. Обе формације упућене су у Немачку, односно Италију, а затим ангажоване на источном фронту. Код Стаљинграда су претрпеле велике губитке и биле заробљене.
Од ваздухопловаца састављена је Хрватска зракопловна пуковнија и без авиона упућена у Немачку, где је формирана у две ескадриле, ловачку и бомбардерску, које су затим са немачким авионима упућене такође на источни фронт.
Од добровољаца из морнарице формиран је Хрватски поморски склоп, који је пребачен у Варну и ушао у састав немачке црноморске морнарице као посада 7 немачких бродова. У новембру 1943. морнари су пребачени у Трст и распоређени на немачке ратне бродове. Укупно стање свих легионара износило је око 8.000 људи.
Незадовољни моралом и борбеним квалитетом домобрана, Немци ду изнудили од владе НДХ да је од регрута за Домобранство, после обуке у Аустрији, у 1942 и 1943 формирала тзв. легионарске дивизије: 369, 373, и 392. (тројног састава) са немачким старешинским и стручним саставом. Дивизије су биле намењене за источни фронт, али су због развоја НОР-а у Југославији употребљене на подручју НДХ као саставни део немачких оружаних снага. Свака дивизија имала је око 10.000 људи.

## Злочини
Срби из Великог и Малог Набрђа, Доброгошћа, Мигаловаца, Паке и Паучја отерани су у логор Јасеновац 11. августа 1942. од домобранског 4. горског здруга из Славонског Брода. Они и усташе су три дана пљачкали та села и спалили цркву Св. Георгија у Паучју. Сутрадан је уследило интернирање мештана Ченкова и Боровика, а 15. августа Сапне. Укупно је интернирано преко 2.600 људи.

## Слабости
Иако је било најбоље наоружана и имала најбољу логистику и инфраструктуру од свих квислиншких формација на југословенском ратишту, Хрватско домобранство није успело да постане ефикасна сила због бројних разлога.
Први разлог је недостатак професионалних официра. Мада је у почетку значајан број хрватских официра из бивше Југословенске војске ступило у Хрватско домобранство, већина не потпуно добровољно, њима није веровао нови усташки режим. Уместо њих, виши официри су попуњавани из редова бивших аустроугарских официра за које се претпостављало да су лојалнији. Ти људи су били стари, пензионисани и углавном су имали мало знања о модерном ратовању. Власти НДХ су одмах покушали да реше оснивање војних школа и обуком млађих официра у Италији и Немачкој, али су ефекти ове политике дошли прекасно да би имали утицај на исход рата.
Други, практичнији разлог, је било ривалство између Хрватског домобранства и Усташке војнице, малобројније али и поузданије паравојне формације. Ове две формације нису никада прописно интегрисале своје активности и Војница је постепено од Хрватског домобранства узимала све више ионако ограничених ресурса.
Трећи и најважнији разлог је било постепено слабљење подршке за усташки режим међу Хрватима, прво подстакнут препуштањем Далмације Италији, а затим могућношћу да Немци користе војнике Хрватског домобранства као топовско месо на Источном фронту. Овај процес је појачан како су изгледи да силе Осовине - а са њима и НДХ - изгубе рат постајали све очигледнији.
Већ 1941. у Хрватско домобранство су се инфилтрирали покрети отпора. Партизани, који нису били базирани на идеологији међунационалних подела, су имали више успеха у инфилтрирању у домобранство од четника. Годину дана касније, партизански команданти са територије Хрватске су се односили према домобранству као према свом „складишту“, јер је особље домобранства било поуздан извор оружја, муниција, залиха и обавештајних информација. Са друге стране, међу лојалнијим и проосовинским елементима НДХ, домобрани су стекли репутацију кукавица и издајника, мада ова репутација није увек била оправдана.

## Последња фаза и спајање у Хрватске оружане снаге
Након капитулације Италије у септембру 1943. и првих слања материјалне помоћи партизанима од западних Савезника, војна ситуација у Југославије је још драматичније прешла у корист партизана. До средине 1944. многи припадници Домобранства и читаве јединице су почеле отворено да се сврставају уз партизане, што је у неким случајевима доводило до масовног преласка на страну партизана јединице величине батаљона, као и пилота са авионима Зракопловства НДХ. Последњи позив маршала Тита од 30. августа 1944. у којему позива домобране и остале сараднике окупатора (осим усташа и љотићеваца) да до 15. септембра приступе партизанима, док ће сви они који остану бити изведени пред ратни суд и осуђени као издајници народа, убрзао је масовно дезертирање. До новембра 1944. преласци на партизанску страну и дезертирања, као и одвођење најбољих војника у редове усташких бригада или у 369., 373. и 392. легионарску дивизију (пешадијске дивизије Вермахта са хрватским људством и немачким официрским кадром) су смањили Домобранство са од 130.000 на свом врхунцу у 1943. на 70.000 људи.
Осим сарадње са партизанима, припадници Домобранства су покушали да преко Хрватске сељачке странке збаце Павелића и преведу НДХ на страну западних Савезника. Све ово је кулминирало завером Лорковић-Вокић, чијим разбијањем је уништена свака шанса да НДХ пређе на страну западних Савезника. Влада НДХ, уз немачку дозволу, је реаговала формалним спајањем Хрватског домобранства и Усташке милиције. Спајање Војнице и Домобранства није резултовало никаквим побољшањем квалитета војске. Постављени су нови и поузданији официри и уведене су драконске мере да се ојача дисциплина и спрече даља дезертерства. Резултат тога је да су до маја 1945. оружане снаге НДХ бројале око 200.000 особа.
Војска НДХ је новембра 1944. организована да комбинује усташе и домобране у 18 дивизија, од тога 13 пешадијских, две брдске, две јуришне и једну резервну дивизију, свака са својим артиљеријским и другим пратећим јединицама. Спајање домобранских и усташких јединици није значило њихово мешање, већ да су домобранске и усташке јединице комбиноване у ХОС. Постојале су такође и неколико оклопних јединица, који су крајем 1944. били наоружани са 20 тенкова Панцер III и 15 тенкова Панцер IVF и H. Почетком 1945. хрватске дивизије су биле додељене разним немачким корпусима и до марта 1945. су држали јужни фронт. Позадину је осигуравало око 32.000 припадника Оружништва, организованих у пет полицијских добровољачких пукова уз још 15 независних батаљона, наоружаним стандардним лаким пешадијским наоружањем и минобацачима.
Зракопловство НДХ и јединице Хрватске зракопловне легије које су се вратиле са Источног фронта, пружали су неки ниво подршке из ваздуха до маја 1945, наилазећи и некада обарајући авионе британског Краљевског ваздухопловства, Америчког ратног ваздухопловства и Совјетског ратног ваздухопловства. Иако је 1944. била катастрофална година за Зракопловство НДХ, уз губитак 234 авиона, углавном на земљи, оно је у 1945. ушло са 196 авиона. Испоруке нових авиона из Немачке су настављене до првих месеци 1945. да надокнаде губитке. У априлу 1945. испоручени су последњи савремени немачки ловци Месершмит Bf 109 и Зракопловство НДХ је још увек имало 176 авиона у априлу 1945.
До краја марта 1945. команди ХОС је било очигледно да ће они бити поражени због недостатка муниције, иако су линије фронта остале непромењене. Због тога је донесена одлука да се војска повуче у Аустрију, како би се предала британским снагама које су напредовале на север из Италије. У мају 1945. након последње партизанске офанзиве и слома НДХ, преостале домобранске јединице су се придружили другим осовинским јединицама и цивилним избеглицама у последњем очајничком покушају да потраже уточиште код западних Савезника.